# Tessa (televisieserie)
Tessa is een Nederlandse dramaserie van BNN, waar Tessa (Thekla Reuten) de hoofdrol in speelt. Op 26 november 2015 ging het eerste seizoen van start op NPO 1. De serie is een herbewerking van de Deense televisieserie Rita uit 2012. De Publieke Omroep liet weten niet verder te gaan met een tweede seizoen, omdat de serie een te oud publiek trok.

## Verhaal
Tessa is een alleenstaande moeder en lerares op een middelbare school. De leerlingen zijn erg blij met haar als lerares, maar de volwassenen hebben grote moeite met haar. Tessa rookt op het toilet en heeft gemeenschap met Ralf.
Thuis gaat er ook het een en ander mis door de uitgekomen geaardheid van Jasper, de relatie tussen Rico en Barbara en de relatie tussen Tessa en haar moeder Liesbeth.

## Personages

### Hoofdrollen
| Personage            | Acteur/actrice       |
| -------------------- | -------------------- |
| Tessa Blom           | Thekla Reuten        |
| Rico Blom            | Niels Gomperts       |
| Daniëlle 'Daan' Blom | Stefanie van Leersum |
| Jasper 'Jappie' Blom | Joes Brauers         |
| Barbara Loonhuizen   | Bo Maerten           |
| Hanneke van Lier     | Esmée van Kampen     |
| Ralf 'de Rector'     | Guido Pollemans      |
| Helga                | Lies Visschedijk     |
| Tom Loonhuizen       | Reinout Bussemaker   |
| Juliette Loonhuizen  | Alice Reys           |

### Bijrollen
| Personage                              | Acteur/actrice     |
| -------------------------------------- | ------------------ |
| Liesbeth Kronenberg (Moeder van Tessa) | Beppie Melissen    |
| Lars (Vader van Rosa)                  | Mattijn Hartemink  |
| Rosa                                   | Hendrikje Nieuwerf |
| David                                  | Thijs Boermans     |
| Tobias                                 | Peter Bolhuis      |
| Nikolai                                | Tobias Kersloot    |

## Afleveringen
| Aflevering | Titel         | Uitzenddatum     |
| ---------- | ------------- | ---------------- |
| 1          | De idealist   | 26 november 2015 |
| 2          | De lerares    | 3 december 2015  |
| 3          | De anarchist  | 10 december 2015 |
| 4          | De wolvin     | 17 december 2015 |
| 5          | De beschermer | 24 december 2015 |
| 6          | De hypocriet  | 7 januari 2016   |
| 7          | De princes    | 14 januari 2016  |
| 8          | De moeder     | 21 januari 2016  |

3 op Reis ·
Afkicken ·
De allerslechtste echtgenoot van Nederland ·
Atletico Ananas ·
AVRO's Sterrenslag ·
Baby te huur ·
De Badgasten ·
De beste ·
Bitches ·
Bloed, Zweet en Luxeproblemen ·
Break Free · 
Cash Cab ·
Comedy Live ·
Costa! ·
Crazy 88 ·
Dennis en Valerio vs de rest ·
Dennis vs Valerio ·
Doe Maar Normaal ·
Egoland ·
Feuten ·
Finals ·
Floortje en de ambassadeurs · 
Floortje naar het einde van de wereld ·
Get Smarter in a Week ·
Golden Oldies ·
De Grote Donorshow ·
Hey DJ ·
Je zal het maar hebben ·
Je zal het maar zijn ·
Kannibalen ·
Katja vs Bridget ·
Katja vs De Rest ·
Kebab TV ·
De Klimaatpolitie ·
Lama gezocht ·
De Lama's ·
Lijst 0 ·
Loverboys ·
MaDiWoDoVrijdagshow ·
De Man met de Hamer ·
Mystery Party ·
De Nationale Eettest ·
De Nationale IQ Test ·
Neuken doe je zo! ·
De Nieuwste Show ·
Nu we er toch zijn ·
Onderweg naar Morgen ·
Over Mijn Lijk ·
Ranking the Stars ·
Rat van Fortuin ·
Ruben vs Geraldine ·
Ruben vs Katja ·
Ruben vs Sophie ·
Het schnitzelparadijs ·
De School ·
De slechtste chauffeur van Nederland ·
Sluipschutters ·
Smeris ·
De Social Club ·
Spuiten en Slikken ·
De Stalkshow ·
StartUp ·
Sterretje Gezocht ·
Stop in the Name of Love ·
Tessa ·
Tequila ·
Top of the Pops ·
Try Before You Die ·
Van God Los ·
Vier handen op één buik ·
VOC ·
Vrijdag op Maandag ·
Waar kan ik je 's nachts voor wakker maken? ·
Walhalla ·
Weg met BNN ·
De Zeven Zeeën